# 江口富士枝
江口富士枝（日语：／ Eguchi Fujie，1932年11月18日—2021年5月28日），出生于长崎，日本女子乒乓球运动员。她曾获得6枚世界乒乓球锦标赛金牌。她还获得过1953年亚洲乒乓球锦标赛女子双打的银牌。